# IIHF Federation Cup 1995-1996
Per questa stagione della IIHF Federation Cup 1995-1996 furono coinvolte anche squadre dell'Europa occidentale. Il girone finale si svolse a Trenčín, Slovacchia, e se lo aggiudicò la compagine italiana AS Mastini Varese Hockey, non senza sorpresa, vista la provenienza da paesi con una maggiore tradizione (Repubblica Ceca nel girone preliminare, Russia e Slovacchia in quello finale) delle squadre affrontate.

## Qualificazioni
Le qualificazioni si sono tenute dal 6 all'8 ottobre 1995.
| Pl. |                           |
| 1.  | SC Miercurea Ciuc         |
| 2.  | HK Stella Rossa Belgrado  |
| 3.  | Alba Volán Székesfehérvár |
| 4.  | HK Solvita Kaunas         |

| Pl. |                      |
| 1.  | HK Acroni Jesenice   |
| 2.  | KHL Mladost Zagabria |
| 3.  | Bulat Temirtau       |
| 4.  | HC Slavia Sofia      |

## Gironi preliminari
I gironi preliminari si tennero dal 10 all'11 novembre 1995.

### Gruppo A a Riga
| 10 novembre 1995    |                      |                   |
| Salavat Julajev Ufa | 12:1 (6:0, 6:0, 0:1) | SC Miercurea Ciuc |
| 10 novembre 1995    |                      |                   |
| HK Nik's Brih Riga  | 2:5 (1:0, 1:4, 0:1)  | Vålerenga Oslo    |

#### Finale per il 3º posto
| 11 novembre 1995   |                     |                   |
| HK Nik's Brih Riga | 8:3 (3:0, 2:2, 3:1) | SC Miercurea Ciuc |

#### Finale
| 11 novembre 1995    |                     |                |
| Salavat Julajev Ufa | 5:2 (3:0, 1:1, 1:1) | Vålerenga Oslo |

### Gruppo B ad Oświęcim
| 10 novembre 1995          |                     |                           |
| HK Metallurg Magnitogorsk | 9:1 (3:0, 4:0, 2:1) | HK Acroni Jesenice        |
| 10 novembre 1995          |                     |                           |
| KS Unia Oświęcim          | 1:4 (1:3, 0:0, 0:1) | Chimik Polymir Navapolazk |

#### Finale per il 3º posto
| 11 novembre 1995 |                     |                    |
| KS Unia Oświęcim | 3:8 (2:2, 0:4, 1:2) | HK Acroni Jesenice |

#### Finale
| 11. November 1995         |                     |                           |
| HK Metallurg Magnitogorsk | 6:1 (1:0, 1:0, 4:1) | Chimik Polymir Navapolazk |

### Gruppo C a Varese
| 10 novembre 1995         |                      |              |
| AC ZPS Zlín              | 12:3 (3:1, 4:0, 5:2) | HK ATEK Kiev |
| 10 novembre 1995         |                      |              |
| AS Mastini Varese Hockey | 4:1 (2:1, 2:0, 0:0)  | HC Chamonix  |

#### Finale per il 3º posto
| 11 novembre 1995 |                                    |             |
| HK ATEK Kiev     | 2:3 d.r. (0:1, 2:0, 0:1, 0:0, 0:1) | HC Chamonix |

#### Finale
| 11 novembre 1995         |                     |               |
| AS Mastini Varese Hockey | 4:3 (2:0, 0:2, 2:1) | a.C. ZPS Zlín |

## Girone finale
Il girone finale si svolse dal 28 e il 29 dicembre 1995 a Trenčín, Slovacchia. Sono qualificati la squadra ospitante, HC Dukla Trenčín, e le vincitrici dei tre gironi preliminari.

### Semifinale
| 28 dicembre 1995    |                                    |                           |
| Salavat Julajev Ufa | 1:2 (0:1, 1:1, 0:0)                | HK Metallurg Magnitogorsk |
| 28 dicembre 1995    |                                    |                           |
| HC Dukla Trenčín    | 1:2 d.r. (0:1, 1:0, 0:0, 0:0, 0:1) | AS Varese Hockey          |

### Finale per il 3º posto
| 29 dicembre 1995 |                     |                     |
| HC Dukla Trenčín | 4:7 (2:2, 0:3, 2:2) | Salavat Julajev Ufa |

### Finale
| 29 dicembre 1995          |                     |                  |
| HK Metallurg Magnitogorsk | 3:4 (2:1, 1:1, 0:2) | AS Varese Hockey |